# Cymopterus filifolius
Cymopterus filifolius är en flockblommig växtart som först beskrevs av Mathias, Constance och W.L.Theob., och fick sitt nu gällande namn av Billie Lee Turner. Cymopterus filifolius ingår i släktet Cymopterus och familjen flockblommiga växter. Inga underarter finns listade i Catalogue of Life.